# アナンダ
アナンダ（Ananda、? - 大徳11年5月2日（1307年6月2日））は、元の皇族。『集史』などでのペルシア語表記では اَنَنْدَه Ananda または آننده Ānanda、『元史』での漢字表記は安西王阿難答。

## 概要
安西王マンガラの次男で、世祖クビライの孫にあたる。アナンダの名は釈迦の十大弟子のひとりアーナンダ（阿難）からとったものと思われるが、アナンダ自身はイスラム教に入信していたことが『集史』に記録されている。『集史』クビライ・カアン紀・諸子表によると、彼が「アナンダ」という名前になったのは、彼が生まれた時、近隣にある部族が反乱を起こしその部将（アミール）の名前が「アナンダ」であったため、それに因んで名付けられたという。
至元17年（1280年）、父の死によって安西王の爵位と領地を継ぎ、京兆府（唐の長安、現在の西安市）および開成府（六盤山、現在の寧夏回族自治区固原市原州区）を中心に陝西・甘粛・四川などの中国西部一帯を支配した。至元31年（1294年）にアナンダの従兄弟にあたる成宗テムルが即位し、モンゴル高原西部のアルタイ山脈方面でオゴデイ家のカイドゥとの戦闘が激しくなると、アナンダもモンゴル高原に投入され、クビライの曾孫である懐寧王カイシャンとともにオゴデイ家と戦った。
大徳10年（1306年）、オゴデイ家に与していたアリクブケ家のメリク・テムル（クビライの甥）が降伏したので、アナンダはメリク・テムルをともなって元の首都大都に向かったが、その途上の大徳11年（1307年）正月、カアンのテムルが病没した。テムルが病床にあったころから政務をとっていた皇后ブルガンは、テムルの死後も権勢を保つため、テムルの甥で後継者候補第一位のカイシャンおよびその弟のアユルバルワダではなく、テムルの従兄弟で傍系に過ぎないアナンダの擁立を画策した。アナンダはブルガンの誘いに乗り、メリク・テムルとともに大都に入っていったんは政権を奪取した。
しかし、ブルガンの専横に反対する重臣たちが密かにアユルバルワダを居所の河南から大都に迎え入れ宮中でクーデターを起こしたので、アナンダはカアンへの即位を前にしてブルガン、メリク・テムルとともに捕らえられた。続いてカイシャンがもうひとつの首都の上都に到着し、アユルバルワダから帝位を譲り受けると、アナンダは新帝カイシャンによって死を賜り、処刑された。

## 子女
『元史』巻107・宗室世系表にはアナンダの息子として月魯鉄木児（オルク・テムル）王が記され、『集史』クビライ・カアン紀・諸子表によると、アナンダには息子としては上述のウルク・テムル（  Ūruk Tīmūr：月魯帖木児と同一）がひとりと、名前不明の娘がひとりいたという。

## 安西王家の系図
『元史』・『集史』ともにほぼ同じ系図を記録している。
- 安西王マンガラ（Mangγala＞忙哥剌/mánggēlá,منگقالا/mangqālā）
  - アルスラン・ブカ（Arslan-buqa＞ارسلان بوقا/ārslān būqā）
  - 秦王アルタン・ブカ（Altan-buqa＞按檀不花/àntánbúhuā,التون بوقا/āltūn būqā）
  - 安西王アナンダ（Ananda＞阿難答/ānándā,اننده/ānande）
    - 安西王オルク・テムル（Ürüg Temür＞月魯鉄木児/yuèlǔ tiěmùér,اورگ تیمور/ūrg tīmūr）